# Европско првенство у кошарци до 16 година 2014.
Европско првенство у кошарци до 16 година 2014. је 28. издање овог такмичења. 16 тимова игра ће у 4 Летонска града Огре, Гробина, Лијепаја и Рига од 20. августа до 30. августа. Бранилац титуле је Шпанија.

## Квалификовани тимови
- Босна и Херцеговина
- Хрватска
- Данска
- Финска
- Француска
- Немачка
- Грчка
- Италија
- Летонија
- Литванија
- Пољска
- Русија
- Србија
- Шпанија
- Турска
- Украјина

## Први круг
У првом кругу 16 репрезентација се дјеле у 4 групе по 4 репрезентације. Прве три репрезентације из сваке групе се боре за медаље док последњи тимови ће играти у групи Г за пласман.
- Сва времена су по средњоевропском времену.

|  | Квалификован за други круг         |
|  | Квалификован за групу Г за пласман |

### Група А
| 20. август 2014. 12:15 | Детаљи | Србија                                                             | 79 : 55 | Финска                                | Огре Гледаоци: 40 Судије: Џин-Карлес Колин , Алексеј Кудин , Јонг Кук Ким |  |
| 20. август 2014. 12:15 | Детаљи | Четвртине: 8:8, 29:18, 31:14, 11:15                                |         |                                       | Огре Гледаоци: 40 Судије: Џин-Карлес Колин , Алексеј Кудин , Јонг Кук Ким |  |
| 20. август 2014. 12:15 | Детаљи | Поени: Б. Симанић 15 Скокови: М. Радовић 6 Асистенције: Б. Нешић 7 |         | Е. Максуни 20 В. Нејман 6 В. Нејман 3 | Огре Гледаоци: 40 Судије: Џин-Карлес Колин , Алексеј Кудин , Јонг Кук Ким |  |

| 20. август 2014. 19:15 | Детаљи | Турска                                                           | 76 : 68 | Литванија                                               | Огре Гледаоци: 60 Судије: Саша Пукл , Сергеј Чебишев , Кристоф Рохаки |  |
| 20. август 2014. 19:15 | Детаљи | Четвртине: 27 :23, 15: 17, 13: 18, 21 :10                        |         |                                                         | Огре Гледаоци: 60 Судије: Саша Пукл , Сергеј Чебишев , Кристоф Рохаки |  |
| 20. август 2014. 19:15 | Детаљи | Поени: О. Јуртсевен 18 Скокови: О. Бритим 8 Асистенције: 0. Ал 7 |         | Т. Седекерсикис 35 Р. Гадилиаускас 15 Е. Стенкевициус 4 | Огре Гледаоци: 60 Судије: Саша Пукл , Сергеј Чебишев , Кристоф Рохаки |  |

| 21. август 2014. 14:45 | Детаљи | Финска                                                               | 61 : 74 | Турска                                                       | Огре Гледаоци: 40 Судије: Кармело Патернико , Давид Романо , Јонг Кук Ким |  |
| 21. август 2014. 14:45 | Детаљи | Четвртине: 11:18, 11:17, 19:23, 20:16                                |         |                                                              | Огре Гледаоци: 40 Судије: Кармело Патернико , Давид Романо , Јонг Кук Ким |  |
| 21. август 2014. 14:45 | Детаљи | Поени: Е. Максуни 20 Скокови: Е. Инама 7 Асистенције: С. Каукајнен 5 |         | О. Јуртсевен, М. Озден 14 О. Јуртсевен 12 О. Бритим, 0. Ал 3 | Огре Гледаоци: 40 Судије: Кармело Патернико , Давид Романо , Јонг Кук Ким |  |

| 21. август 2014. 19:15 | Детаљи | Литванија                                                                       | 73 : 98 | Србија                                   | Огре Гледаоци: 80 Судије: Карлос Перуга , Сергеј Михајлов , Бо Бунгард |  |
| 21. август 2014. 19:15 | Детаљи | Четвртине: 25: 36, 16: 18, 15:23, 17:21                                         |         |                                          | Огре Гледаоци: 80 Судије: Карлос Перуга , Сергеј Михајлов , Бо Бунгард |  |
| 21. август 2014. 19:15 | Детаљи | Поени: А. Кулбока 16 Скокови: Р. Гадилиаускас 10 Асистенције: Т. Седекерсикис 6 |         | Н. Мусић 22 Н. Дринчић 9 А. Аранитовић 5 | Огре Гледаоци: 80 Судије: Карлос Перуга , Сергеј Михајлов , Бо Бунгард |  |

| 22. август 2014. 14:45 | Детаљи | Финска                                                             | 58 : 83 | Литванија                                             | Огре Гледаоци: 70 Судије: Џин-Карлес Колин , Кристоф Рохаки , Алексеј Кудин |  |
| 22. август 2014. 14:45 | Детаљи | Четвртине: 19:13, 11:29, 15:19, 13:22                              |         |                                                       | Огре Гледаоци: 70 Судије: Џин-Карлес Колин , Кристоф Рохаки , Алексеј Кудин |  |
| 22. август 2014. 14:45 | Детаљи | Поени: Е. Максуни 9 Скокови: В. Нејман 8 Асистенције: Е. Максуни 8 |         | Т. Седекерсикис 26 три играча по 11 Е. Стенкевициус 4 | Огре Гледаоци: 70 Судије: Џин-Карлес Колин , Кристоф Рохаки , Алексеј Кудин |  |

| 22. август 2014. 19:15 | Детаљи | Турска                                                      | 63 : 67 | Србија                                      | Огре Гледаоци: 60 Судије: Саша Пукл , Сергеј Чебишев , Војцјех Лизка |  |
| 22. август 2014. 19:15 | Детаљи | Четвртине: 9:18, 19:23, 15:10, 20:16                        |         |                                             | Огре Гледаоци: 60 Судије: Саша Пукл , Сергеј Чебишев , Војцјех Лизка |  |
| 22. август 2014. 19:15 | Детаљи | Поени: О. Џарол 12 Скокови: А. Дуран 7 Асистенције: О. Ал 3 |         | А. Аранитовић 26 А. Аранитовић 6 Н. Мусић 4 | Огре Гледаоци: 60 Судије: Саша Пукл , Сергеј Чебишев , Војцјех Лизка |  |

| Табела групе А | ИГ | Д | И | П+  | П-  | Разл. | Бод. |
| -------------- | -- | - | - | --- | --- | ----- | ---- |
| Србија         | 3  | 3 | 0 | 244 | 191 | +53   | 6    |
| Турска         | 3  | 2 | 1 | 213 | 196 | +17   | 5    |
| Литванија      | 3  | 1 | 2 | 224 | 232 | -8    | 4    |
| Финска         | 3  | 0 | 3 | 174 | 236 | -62   | 3    |

### Група Б
| 20. август 2014. 14:30 | Детаљи | Хрватска                                                               | 64 : 65 | Босна и Херцеговина                | Огре Гледаоци: 80 Судије: Карлос Перуга , Давид Романо , Бо Бунгард |  |
| 20. август 2014. 14:30 | Детаљи | Четвртине: 15:21, 16:19, 20:8, 13:17                                   |         |                                    | Огре Гледаоци: 80 Судије: Карлос Перуга , Давид Романо , Бо Бунгард |  |
| 20. август 2014. 14:30 | Детаљи | Поени: М. Калјзић 19 Скокови: 4 играча по 7 Асистенције: М. Калајзић 4 |         | Џ. Муса 18 Н. Сикираш 8 А. Гегић 6 | Огре Гледаоци: 80 Судије: Карлос Перуга , Давид Романо , Бо Бунгард |  |

| 20. август 2014. 17:00 | Детаљи | Грчка                                                                       | 67 : 74 | Летонија                                                        | Огре Гледаоци: 300 Судије: Кармело Патернико , Сергеј Михајлов , Војцјех Лизка |  |
| 20. август 2014. 17:00 | Детаљи | Четвртине: 14:16, 21:19, 19:23, 13:16                                       |         |                                                                 | Огре Гледаоци: 300 Судије: Кармело Патернико , Сергеј Михајлов , Војцјех Лизка |  |
| 20. август 2014. 17:00 | Детаљи | Поени: В. Кристидис 13 Скокови: В. Кристидис 7 Асистенције: А. А. Скоуфис 5 |         | В. Куруз 22 Р. Блумбергс, А. Страутинс 12 К. Зорикс, Р. Куруз 2 | Огре Гледаоци: 300 Судије: Кармело Патернико , Сергеј Михајлов , Војцјех Лизка |  |

| 21. август 2014. 12:30 | Детаљи | Босна и Херцеговина                                            | 56 : 51 | Грчка                                     | Огре Гледаоци: 20 Судије: Саша Пукл , Сергеј Чебишев , Кристоф Рохаки |  |
| 21. август 2014. 12:30 | Детаљи | Четвртине: 20:13, 5:18, 18:8, 13:12                            |         |                                           | Огре Гледаоци: 20 Судије: Саша Пукл , Сергеј Чебишев , Кристоф Рохаки |  |
| 21. август 2014. 12:30 | Детаљи | Поени: Џ. Муса 21 Скокови: А. Гегић 13 Асистенције: Л. Лабуш 3 |         | Г. Тарлас 10 В. Кристидис 11 А. Скоуфис 4 | Огре Гледаоци: 20 Судије: Саша Пукл , Сергеј Чебишев , Кристоф Рохаки |  |

| 21. август 2014. 17:00 | Детаљи | Летонија                                                             | 84 : 62 | Хрватска                                | Огре Гледаоци: 300 Судије: Џин-Карлес Колин , Алексеј Кудин , Војцјех Лизка |  |
| 21. август 2014. 17:00 | Детаљи | Четвртине: 24:14, 25:14, 17:14, 18:20                                |         |                                         | Огре Гледаоци: 300 Судије: Џин-Карлес Колин , Алексеј Кудин , Војцјех Лизка |  |
| 21. август 2014. 17:00 | Детаљи | Поени: В. Куруз 16 Скокови: Н. Јансон 7 Асистенције: три играча по 2 |         | М. Калајзић 10 В. Лазић 7 М. Калајзић 6 | Огре Гледаоци: 300 Судије: Џин-Карлес Колин , Алексеј Кудин , Војцјех Лизка |  |

| 22. август 2014. 12:30 | Детаљи | Грчка                                                                          | 51 : 56 | Хрватска                               | Огре Гледаоци: 50 Судије: Давид Романо , Карлос Перуга , Јонг Кук Ким |  |
| 22. август 2014. 12:30 | Детаљи | Четвртине: 12:8, 17:22, 13:13, 9:13                                            |         |                                        | Огре Гледаоци: 50 Судије: Давид Романо , Карлос Перуга , Јонг Кук Ким |  |
| 22. август 2014. 12:30 | Детаљи | Поени: Д. Р. Мораитис 13 Скокови: В. Кристидис 18 Асистенције: А. А. Скоуфис 4 |         | Л. Котруља 14 К. Уљаревић 8 В. Лазић 6 | Огре Гледаоци: 50 Судије: Давид Романо , Карлос Перуга , Јонг Кук Ким |  |

| 22. август 2014. 17:00 | Детаљи | Босна и Херцеговина                                          | 55 : 63 | Летонија                                                 | Огре Гледаоци: 320 Судије: Сергеј Михајлов , Кармело Патернико , Бо Бунгард |  |
| 22. август 2014. 17:00 | Детаљи | Четвртине: 12:13, 16:19, 12:17, 15:14                        |         |                                                          | Огре Гледаоци: 320 Судије: Сергеј Михајлов , Кармело Патернико , Бо Бунгард |  |
| 22. август 2014. 17:00 | Детаљи | Поени: Џ. Муса 20 Скокови: Џ. Муса 12 Асистенције: Џ. Муса 4 |         | А. Страутинс, Р. Куруз 13 Р. Блумбергс 11 А. Страутинс 6 | Огре Гледаоци: 320 Судије: Сергеј Михајлов , Кармело Патернико , Бо Бунгард |  |

| Табела групе Б      | ИГ | Д | И | П+  | П-  | Разл. | Бод. |
| ------------------- | -- | - | - | --- | --- | ----- | ---- |
| Летонија            | 3  | 3 | 0 | 221 | 184 | +37   | 6    |
| Босна и Херцеговина | 3  | 2 | 1 | 176 | 178 | -2    | 5    |
| Хрватска            | 3  | 1 | 2 | 182 | 200 | -18   | 4    |
| Грчка               | 3  | 0 | 3 | 169 | 186 | -17   | 3    |

### Група Ц
| 20. август 2014. 12:15 | Детаљи | Немачка                                                                       | 72 : 60 | Пољска                                                    | Гробина Гледаоци: 200 Судије: Арнис Озолс , Лука Кардум , Јури Инатсје |  |
| 20. август 2014. 12:15 | Детаљи | Четвртине: 23:15, 16:16, 12:14, 21:15                                         |         |                                                           | Гробина Гледаоци: 200 Судије: Арнис Озолс , Лука Кардум , Јури Инатсје |  |
| 20. август 2014. 12:15 | Детаљи | Поени: И. Хартенштеин 15 Скокови: И. Хартенштеин 9 Асистенције: 4 играча по 3 |         | М. Шчипински, Д. Рутковски 16 Б. Пиетрас 9 Д. Рутковски 5 | Гробина Гледаоци: 200 Судије: Арнис Озолс , Лука Кардум , Јури Инатсје |  |

| 20. август 2014. 14:30 | Детаљи | Француска                                                         | 87 : 33 | Данска                              | Гробина Гледаоци: 200 Судије: Сергио Силва , Вилијус Мациулатис , Давид Беришвели |  |
| 20. август 2014. 14:30 | Детаљи | Четвртине: 27:11, 17:11, 28:3, 15:8                               |         |                                     | Гробина Гледаоци: 200 Судије: Сергио Силва , Вилијус Мациулатис , Давид Беришвели |  |
| 20. август 2014. 14:30 | Детаљи | Поени: Б. Туафе 16 Скокови: Б. Туафе 10 Асистенције: Т. Вергиат 4 |         | Н. Банк 6 С. Берг 14 О. Лауритсен 2 | Гробина Гледаоци: 200 Судије: Сергио Силва , Вилијус Мациулатис , Давид Беришвели |  |

| 21. август 2014. 12:30 | Детаљи | Данска                                                                      | 48 : 87 | Немачка                                               | Гробина Гледаоци: 100 Судије: Луис Лопес , Џенер Џилмаз , Ернад Каровић |  |
| 21. август 2014. 12:30 | Детаљи | Четвртине: 12:22, 13:20, 8:24, 15:21                                        |         |                                                       | Гробина Гледаоци: 100 Судије: Луис Лопес , Џенер Џилмаз , Ернад Каровић |  |
| 21. август 2014. 12:30 | Детаљи | Поени: С. Берг 20 Скокови: С. Берг 5 Асистенције: О. Лауритсен, М. Пулсен 2 |         | М. Сандерс 21 Л. Олинде 10 Б. Хундт, И. Хартенштеин 3 | Гробина Гледаоци: 100 Судије: Луис Лопес , Џенер Џилмаз , Ернад Каровић |  |

| 21. август 2014. 14:45 | Детаљи | Пољска                                                                   | 41 : 79 | Француска                           | Гробина Гледаоци: 200 Судије: Марко Јураш , Анастасиос Манос , Риан Луис Де Ла Торе |  |
| 21. август 2014. 14:45 | Детаљи | Четвртине: 12:23, 8:12, 8:28, 13:16                                      |         |                                     | Гробина Гледаоци: 200 Судије: Марко Јураш , Анастасиос Манос , Риан Луис Де Ла Торе |  |
| 21. август 2014. 14:45 | Детаљи | Поени: Д. Голебовски 6 Скокови: 4 играча по 3 Асистенције: 4 играча по 1 |         | Б. Туафе 15 К. Тиле 9 6 играча по 2 | Гробина Гледаоци: 200 Судије: Марко Јураш , Анастасиос Манос , Риан Луис Де Ла Торе |  |

| 22. август 2014. 12:30 | Детаљи | Данска                                                                  | 58 : 68 | Пољска                                  | Гробина Гледаоци: 50 Судије: Луис Лопес , Анастасиос Манос , Давид Беришвели |  |
| 22. август 2014. 12:30 | Детаљи | Четвртине: 14:17, 16:17, 11:21, 17:13                                   |         |                                         | Гробина Гледаоци: 50 Судије: Луис Лопес , Анастасиос Манос , Давид Беришвели |  |
| 22. август 2014. 12:30 | Детаљи | Поени: С. Берг 14 Скокови: Н. Банк, С. Берг 11 Асистенције: А. Нерлов 2 |         | М. Шчипински 20 Б. Пиетрас 9 Ј. Кобел 6 | Гробина Гледаоци: 50 Судије: Луис Лопес , Анастасиос Манос , Давид Беришвели |  |

| 22. август 2014. 17:00 | Детаљи | Немачка                                                                 | 59 : 70 | Француска                                        | Гробина Гледаоци: 200 Судије: Сергио Силва , Јури Инатсје , Вилијус Мациулатис |  |
| 22. август 2014. 17:00 | Детаљи | Четвртине: 25:20, 10:24, 14:12, 10:12                                   |         |                                                  | Гробина Гледаоци: 200 Судије: Сергио Силва , Јури Инатсје , Вилијус Мациулатис |  |
| 22. август 2014. 17:00 | Детаљи | Поени: К. Мушиди 20 Скокови: И. Хартенштеин 10 Асистенције: К. Мушиди 4 |         | Б. Туафе 18 Ј. Рамбаут, К. Тиле 8 Ф. Нтиликина 4 | Гробина Гледаоци: 200 Судије: Сергио Силва , Јури Инатсје , Вилијус Мациулатис |  |

| Табела групе Ц | ИГ | Д | И | П+  | П-  | Разл. | Бод. |
| -------------- | -- | - | - | --- | --- | ----- | ---- |
| Француска      | 3  | 3 | 0 | 236 | 133 | +103  | 6    |
| Немачка        | 3  | 2 | 1 | 216 | 178 | +38   | 5    |
| Пољска         | 3  | 1 | 2 | 169 | 209 | -40   | 4    |
| Данска         | 3  | 0 | 3 | 139 | 242 | -103  | 3    |

### Група Д
| 20. август 2014. 17:00 | Детаљи | Италија                                                             | 66 : 41 | Русија                                | Гробина Гледаоци: 230 Судије: Луис Лопес , Џенер Џилмаз , Ернад Каровић |  |
| 20. август 2014. 17:00 | Детаљи | Четвртине: 10 :4, 10: 15, 27 :9, 19 :13                             |         |                                       | Гробина Гледаоци: 230 Судије: Луис Лопес , Џенер Џилмаз , Ернад Каровић |  |
| 20. август 2014. 17:00 | Детаљи | Поени: Д. Морети 14 Скокови: Л. Букарели 8 Асистенције: Д. Морети 4 |         | Д. Тростин 10 К. Попов 9 А. Тонојан 2 | Гробина Гледаоци: 230 Судије: Луис Лопес , Џенер Џилмаз , Ернад Каровић |  |

| 20. август 2014. 19:15 | Детаљи | Шпанија                                                               | 81 : 46 | Украјина                                         | Гробина Гледаоци: 220 Судије: Марко Јураш , Анастасиос Манос , Риан Луис Де Ла Торе |  |
| 20. август 2014. 19:15 | Детаљи | Четвртине: 21:12, 15:17, 13:18, 21:10                                 |         |                                                  | Гробина Гледаоци: 220 Судије: Марко Јураш , Анастасиос Манос , Риан Луис Де Ла Торе |  |
| 20. август 2014. 19:15 | Детаљи | Поени: М. Естебан 14 Скокови: Е. Мартинез 10 Асистенције: В. Морено 4 |         | И. Дубоненко 12 Д. Скапинтсев 10 М. Хоробченко 3 | Гробина Гледаоци: 220 Судије: Марко Јураш , Анастасиос Манос , Риан Луис Де Ла Торе |  |

| 21. август 2014. 17:00 | Детаљи | Украјина                                                                        | 27 : 85 | Италија                                             | Гробина Гледаоци: 100 Судије: Арнис Озолс , Лука Кардум , Јури Инатсје |  |
| 21. август 2014. 17:00 | Детаљи | Четвртине: 8:21, 3:23, 11:28, 5:18                                              |         |                                                     | Гробина Гледаоци: 100 Судије: Арнис Озолс , Лука Кардум , Јури Инатсје |  |
| 21. август 2014. 17:00 | Детаљи | Поени: И. Ниемсту, М. Јармаки 4 Скокови: Д. Овчаренко 7 Асистенције: И. Дудар 3 |         | Т. Оксилија 13 Р. Висконти 9 Л. Пена, Л. Букарели 4 | Гробина Гледаоци: 100 Судије: Арнис Озолс , Лука Кардум , Јури Инатсје |  |

| 21. август 2014. 19:15 | Детаљи | Русија                                                                  | 76 : 67 | Шпанија                              | Гробина Гледаоци: 100 Судије: Сергио Силва , Вилијус Мациулатис , Давид Беришвели |  |
| 21. август 2014. 19:15 | Детаљи | Четвртине: 22 :14, 16 :14, 23:17, 15:22                                 |         |                                      | Гробина Гледаоци: 100 Судије: Сергио Силва , Вилијус Мациулатис , Давид Беришвели |  |
| 21. август 2014. 19:15 | Детаљи | Поени: Д. Тростин 23 Скокови: М. Барашков 13 Асистенције: 4 играча по 2 |         | В. Морено 18 М. Васкуез 7 А. Маура 3 | Гробина Гледаоци: 100 Судије: Сергио Силва , Вилијус Мациулатис , Давид Беришвели |  |

| 22. август 2014. 14:45 | Детаљи | Италија                                                              | 71 : 53 | Шпанија                                             | Гробина Гледаоци: 150 Судије: Марко Јураш , Ернад Каровић , Риан Луис Де Ла Торе |  |
| 22. август 2014. 14:45 | Детаљи | Четвртине: 22:15, 14:15, 17:13, 18:10                                |         |                                                     | Гробина Гледаоци: 150 Судије: Марко Јураш , Ернад Каровић , Риан Луис Де Ла Торе |  |
| 22. август 2014. 14:45 | Детаљи | Поени: Д. Морети 17 Скокови: Т. Оксилија 10 Асистенције: Д. Морети 5 |         | В. Морено 16 М. Естебан, М. Васкуез 7 П. Фигуерас 3 | Гробина Гледаоци: 150 Судије: Марко Јураш , Ернад Каровић , Риан Луис Де Ла Торе |  |

| 22. август 2014. 19:15 | Детаљи | Украјина                                                                     | 68 : 61 | Русија                                   | Гробина Гледаоци: 300 Судије: Арнис Озолс , Лука Кардум , Џенер Џилмаз |  |
| 22. август 2014. 19:15 | Детаљи | Четвртине: 19:15, 17:11, 13:17, 19:18                                        |         |                                          | Гробина Гледаоци: 300 Судије: Арнис Озолс , Лука Кардум , Џенер Џилмаз |  |
| 22. август 2014. 19:15 | Детаљи | Поени: И. Дубоненко 18 Скокови: Д. Овчаренко 11 Асистенције: три играча по 2 |         | Д. Тростин 20 А. Лопатин 7 Д. Велишкин 5 | Гробина Гледаоци: 300 Судије: Арнис Озолс , Лука Кардум , Џенер Џилмаз |  |

| Табела групе Д | ИГ | Д | И | П+  | П-  | Разл. | Бод. |
| -------------- | -- | - | - | --- | --- | ----- | ---- |
| Италија        | 3  | 3 | 0 | 222 | 121 | +101  | 6    |
| Шпанија        | 3  | 1 | 2 | 201 | 193 | +8    | 4    |
| Русија         | 3  | 1 | 2 | 178 | 201 | -23   | 4    |
| Украјина       | 3  | 1 | 2 | 141 | 227 | -86   | 4    |

## Други круг
12 најбољих тимова из првог круга се распоређују у двије групе по 6 репрезентација. Прве четири репрезентације из групе Е и групе Ф квалификују се у четвртфинале. Последње двије репрезентације из групе Е и групе Ф квалификују се у групу Г гдје ће се борити за пласман од 9. до 16. мјеста.
- Сва времена су по средњоевропском времену.

|  | Квалификован у четвртфинале                                |
|  | Репрезентације које се боре за пласман од 9. до 16. мјеста |

### Група Е
| 24. август 2014. 14:45 | Детаљи | Хрватска                                                               | 61 : 68 | Србија                                                     | Огре Гледаоци: 60 Судије: Бо Бунгард , Кармело Патернико , Сергеј Михајлов |  |
| 24. август 2014. 14:45 | Детаљи | Четвртине: 17:22, 14:14, 21:17, 9:15                                   |         |                                                            | Огре Гледаоци: 60 Судије: Бо Бунгард , Кармело Патернико , Сергеј Михајлов |  |
| 24. август 2014. 14:45 | Детаљи | Поени: К. Љубичеић 14 Скокови: К. Љубичић 9 Асистенције: М. Калајзић 5 |         | А. Аранитовић 16 Б. Нешић, А. Аранитовић 6 А. Аранитовић 6 | Огре Гледаоци: 60 Судије: Бо Бунгард , Кармело Патернико , Сергеј Михајлов |  |

| 24. август 2014. 17:00 | Детаљи | Босна и Херцеговина                                               | 54 : 85 | Турска                                       | Огре Гледаоци: 40 Судије: Карлос Перуга , Луис Лопес , Џин-Карлес Колин |  |
| 24. август 2014. 17:00 | Детаљи | Четвртине: 16:19, 12:16, 14:16, 12:34                             |         |                                              | Огре Гледаоци: 40 Судије: Карлос Перуга , Луис Лопес , Џин-Карлес Колин |  |
| 24. август 2014. 17:00 | Детаљи | Поени: Џ. Муса 17 Скокови: три играча по 6 Асистенције: Џ. Муса 4 |         | О. Џарол 21 О. Џарол, О. Јуртсевен 7 О. Ал 7 | Огре Гледаоци: 40 Судије: Карлос Перуга , Луис Лопес , Џин-Карлес Колин |  |

| 24. август 2014. 19:15 | Детаљи | Литванија                                                                                             | 79 : 71 | Летонија                                   | Огре Гледаоци: 300 Судије: Саша Пукл , Сергеј Чебишев , Јонг Кук Ким |  |
| 24. август 2014. 19:15 | Детаљи | Четвртине: 16:18, 23:11, 21:24, 19:18                                                                 |         |                                            | Огре Гледаоци: 300 Судије: Саша Пукл , Сергеј Чебишев , Јонг Кук Ким |  |
| 24. август 2014. 19:15 | Детаљи | Поени: Т. Седекерсикис 23 Скокови: Р. Гадилиаускас 13 Асистенције: Т. Седекерсикис, Е. Стенкевициус 5 |         | Р. Куруз 21 А. Страутинс 8 три играча по 3 | Огре Гледаоци: 300 Судије: Саша Пукл , Сергеј Чебишев , Јонг Кук Ким |  |

| 25. август 2014. 14:45 | Детаљи | Србија                                                                       | 89 : 52 | Босна и Херцеговина              | Огре Гледаоци: 20 Судије: Саша Пукл , Сергеј Чебишев , Војцјех Лизка |  |
| 25. август 2014. 14:45 | Детаљи | Четвртине: 27:9, 23:15, 19:14, 20:14                                         |         |                                  | Огре Гледаоци: 20 Судије: Саша Пукл , Сергеј Чебишев , Војцјех Лизка |  |
| 25. август 2014. 14:45 | Детаљи | Поени: Н. Мусић, Б. Симанић 16 Скокови: Б. Симанић 6 Асистенције: Б. Нешић 6 |         | Џ. Муса 23 С. Јахић 7 А. Гегић 3 | Огре Гледаоци: 20 Судије: Саша Пукл , Сергеј Чебишев , Војцјех Лизка |  |

| 25. август 2014. 17:00 | Детаљи | Хрватска                                                                                      | 69 : 64 | Литванија                                                     | Огре Гледаоци: 60 Судије: Карлос Перуга , Алексеј Кудин , Кристоф Рохаки |  |
| 25. август 2014. 17:00 | Детаљи | Четвртине: 15:13, 20:20, 15:22, 19:9                                                          |         |                                                               | Огре Гледаоци: 60 Судије: Карлос Перуга , Алексеј Кудин , Кристоф Рохаки |  |
| 25. август 2014. 17:00 | Детаљи | Поени: К. Љубичић, Л. Котруља 16 Скокови: Л. Чизмић, К. Љубичић 11 Асистенције: М. Калајзић 5 |         | А. Кулбока 19 Т. Седекерсикис, Д. Купсас 11 Т. Седекерсикис 7 | Огре Гледаоци: 60 Судије: Карлос Перуга , Алексеј Кудин , Кристоф Рохаки |  |

| 25. август 2014. 19:15 | Детаљи | Турска                                                                       | 73 : 46 | Летонија                                  | Огре Гледаоци: 300 Судије: Кармело Патернико , Бо Бунгард , Давид Романо |  |
| 25. август 2014. 19:15 | Детаљи | Четвртине: 22:6, 19:7, 16:17, 16:16                                          |         |                                           | Огре Гледаоци: 300 Судије: Кармело Патернико , Бо Бунгард , Давид Романо |  |
| 25. август 2014. 19:15 | Детаљи | Поени: О. Јуртсевен 20 Скокови: О. Јуртсевен 10 Асистенције: Б. Кар, О. Ал 6 |         | А. Страутинс 10 Б. Раиланс 4 Р. Руџитис 2 | Огре Гледаоци: 300 Судије: Кармело Патернико , Бо Бунгард , Давид Романо |  |

| 26. август 2014. 14:45 | Детаљи | Босна и Херцеговина                                           | 89 : 80 | Литванија                                         | Огре Гледаоци: 40 |  |
| 26. август 2014. 14:45 | Детаљи | Четвртине: 23:27, 24:19, 17:18, 25:16                         |         |                                                   | Огре Гледаоци: 40 |  |
| 26. август 2014. 14:45 | Детаљи | Поени: Џ. Муса 37 Скокови: А. Гегић 8 Асистенције: А. Гегић 7 |         | Т. Седекерсикис 19 Д. Купсас 12 Т. Седекерсикис 5 | Огре Гледаоци: 40 |  |

| 26. август 2014. 17:00 | Детаљи | Турска                                                       | 85 : 73 | Хрватска                             | Огре Гледаоци: 20 |  |
| 26. август 2014. 17:00 | Детаљи | Четвртине: 15:16, 21:22, 18:25, 31:10                        |         |                                      | Огре Гледаоци: 20 |  |
| 26. август 2014. 17:00 | Детаљи | Поени: О. Џарол 17 Скокови: О. Џарол 9 Асистенције: О. Ал 12 |         | К. Уљаревић 16 М. Чолак 9 В. Лазић 5 | Огре Гледаоци: 20 |  |

| 26. август 2014. 19:15 | Детаљи | Летонија                                                                    | 51 : 59 | Србија                                        | Огре Гледаоци: 300 |  |
| 26. август 2014. 19:15 | Детаљи | Четвртине: 13:20, 12:9, 10:18, 16:12                                        |         |                                               | Огре Гледаоци: 300 |  |
| 26. август 2014. 19:15 | Детаљи | Поени: Р. Куруз, А. Страутинс 8 Скокови: Р. Куруз 8 Асистенције: А. Банга 3 |         | А. Аранитовић 15 Н. Дринчић 6 А. Аранитовић 7 | Огре Гледаоци: 300 |  |

| Табела групе Е      | ИГ | Д | И  | П+  | П-  | Разл. | Бод. |
| ------------------- | -- | - | -- | --- | --- | ----- | ---- |
| Србија              | 5  | 5 | 0  | 381 | 300 | +81   | 10   |
| Турска              | 5  | 4 | 1  | 382 | 308 | +74   | 9    |
| Летонија            | 5  | 2 | 3  | 315 | 328 | -13   | 7    |
| Босна и Херцеговина | 5  | 2 | 30 | 315 | 381 | -66   | 7    |
| Хрватска            | 5  | 1 | 4  | 321 | 366 | -37   | 6    |
| Литванија           | 5  | 1 | 4  | 364 | 403 | -39   | 6    |

### Група Ф
| 24. август 2014. 14:45 | Детаљи | Шпанија                                                                 | 68 : 82 | Немачка                                    | Лијепаја Гледаоци: 300 Судије: Анастасиос Манос , Лука Кардум , Џенер Џилмаз |  |
| 24. август 2014. 14:45 | Детаљи | Четвртине: 18:20, 13:14, 20:24, 17:24                                   |         |                                            | Лијепаја Гледаоци: 300 Судије: Анастасиос Манос , Лука Кардум , Џенер Џилмаз |  |
| 24. август 2014. 14:45 | Детаљи | Поени: П. Фигуерас 25 Скокови: Е. Мартинез 6 Асистенције: П. Фигуерас 7 |         | К. Мушиди 29 И. Хартенштеин 15 К. Мушиди 4 | Лијепаја Гледаоци: 300 Судије: Анастасиос Манос , Лука Кардум , Џенер Џилмаз |  |

| 24. август 2014. 17:00 | Детаљи | Русија                                                                            | 44 : 83 | Француска                           | Лијепаја Гледаоци: 350 Судије: Марко Јураш , Јури Инатсје , Риан Луис Де Ла Торе |  |
| 24. август 2014. 17:00 | Детаљи | Четвртине: 8:23, 13:18, 11:25, 12:17                                              |         |                                     | Лијепаја Гледаоци: 350 Судије: Марко Јураш , Јури Инатсје , Риан Луис Де Ла Торе |  |
| 24. август 2014. 17:00 | Детаљи | Поени: А. Лопатин 11 Скокови: С. Клиев, Н. Вавилов 7 Асистенције: три играча по 2 |         | Ф. Нтиликина 15 К. Тиле 8 Џ. Понс 4 | Лијепаја Гледаоци: 350 Судије: Марко Јураш , Јури Инатсје , Риан Луис Де Ла Торе |  |

| 24. август 2014. 19:15 | Детаљи | Пољска                                                                       | 59 : 85 | Италија                              | Лијепаја Гледаоци: 50 Судије: Сергио Силва , Ернад Каровић , Давид Беришвели |  |
| 24. август 2014. 19:15 | Детаљи | Четвртине: 8:26, 13:21, 16:20, 22:18                                         |         |                                      | Лијепаја Гледаоци: 50 Судије: Сергио Силва , Ернад Каровић , Давид Беришвели |  |
| 24. август 2014. 19:15 | Детаљи | Поени: Д. Рутковски 16 Скокови: М. Визомирски 6 Асистенције: три играча по 2 |         | Л. Пена 12 Г. Пагани 7 Л. Букарели 5 | Лијепаја Гледаоци: 50 Судије: Сергио Силва , Ернад Каровић , Давид Беришвели |  |

| 25. август 2014. 14:45 | Детаљи | Француска                                                       | 69 : 56 | Шпанија                                    | Лијепаја Гледаоци: 100 Судије: Ернад Каровић , Сергио Силва , Давид Беришвели |  |
| 25. август 2014. 14:45 | Детаљи | Четвртине: 13:10, 23:21, 16:5, 17:20                            |         |                                            | Лијепаја Гледаоци: 100 Судије: Ернад Каровић , Сергио Силва , Давид Беришвели |  |
| 25. август 2014. 14:45 | Детаљи | Поени: К. Тиле 20 Скокови: К. Тиле 11 Асистенције: Т. Вергиат 3 |         | П. Фигуерас 10 Е. Мартинез 9 П. Фигуерас 3 | Лијепаја Гледаоци: 100 Судије: Ернад Каровић , Сергио Силва , Давид Беришвели |  |

| 25. август 2014. 17:00 | Детаљи | Русија                                                                             | 78 : 88 | Пољска                                         | Лијепаја Гледаоци: 500 Судије: Лука Кардум , Анастасиос Манос , Џенер Џилмаз |  |
| 25. август 2014. 17:00 | Детаљи | Четвртине: 18:24, 20:13, 17:31, 23:20                                              |         |                                                | Лијепаја Гледаоци: 500 Судије: Лука Кардум , Анастасиос Манос , Џенер Џилмаз |  |
| 25. август 2014. 17:00 | Детаљи | Поени: М. Барашков 18 Скокови: А. Лопатин 6 Асистенције: Д. Велишкин, Д. Тростин 3 |         | Д. Рутковски 21 три играча по 7 Д. Рутковски 6 | Лијепаја Гледаоци: 500 Судије: Лука Кардум , Анастасиос Манос , Џенер Џилмаз |  |

| 25. август 2014. 19:15 | Детаљи | Немачка                                                                                            | 68 : 67 | Италија                  | Лијепаја Гледаоци: 250 Судије: Марко Јураш , Јури Инатсје , Риан Луис Де Ла Торе |  |
| 25. август 2014. 19:15 | Детаљи | Четвртине: 23:14, 19:13, 13:22, 13:18                                                              |         |                          | Лијепаја Гледаоци: 250 Судије: Марко Јураш , Јури Инатсје , Риан Луис Де Ла Торе |  |
| 25. август 2014. 19:15 | Детаљи | Поени: К. Мушиди 21 Скокови: И. Хартенштеин, К. Мушиди 11 Асистенције: И. Хартенштеин, К. Мушиди 3 |         | Д. Морети 29 Д. Морети 4 | Лијепаја Гледаоци: 250 Судије: Марко Јураш , Јури Инатсје , Риан Луис Де Ла Торе |  |

| 26. август 2014. 14:45 | Детаљи | Италија                                                                 | 62 : 79 | Француска                          | Лијепаја Гледаоци: 200 Судије: Џенер Џилмаз , Сергио Силва , Ернад Каровић |  |
| 26. август 2014. 14:45 | Детаљи | Четвртине: 16:27, 18:15, 16:11, 12:26                                   |         |                                    | Лијепаја Гледаоци: 200 Судије: Џенер Џилмаз , Сергио Силва , Ернад Каровић |  |
| 26. август 2014. 14:45 | Детаљи | Поени: Т. Оксилија 19 Скокови: Т. Оксилија 5 Асистенције: Л. Букарели 7 |         | К. Тиле 20 К. Тиле 10 Ј. Рамбаут 4 | Лијепаја Гледаоци: 200 Судије: Џенер Џилмаз , Сергио Силва , Ернад Каровић |  |

| 26. август 2014. 17:00 | Детаљи | Немачка                                                                             | 64 : 56 | Русија                                   | Лијепаја Гледаоци: 250 Судије: Марко Јураш , Анастасиос Манос , Давид Беришвели |  |
| 26. август 2014. 17:00 | Детаљи | Четвртине: 17:14, 12:17, 14:17, 21:8                                                |         |                                          | Лијепаја Гледаоци: 250 Судије: Марко Јураш , Анастасиос Манос , Давид Беришвели |  |
| 26. август 2014. 17:00 | Детаљи | Поени: К. Мушиди 16 Скокови: И. Хартенштеин 7 Асистенције: Л. Лагерпуш, Л. Олинде 3 |         | Д. Тростин 12 С. Клиев 9 А. Волпиански 3 | Лијепаја Гледаоци: 250 Судије: Марко Јураш , Анастасиос Манос , Давид Беришвели |  |

| 26. август 2014. 19:15 | Детаљи | Шпанија                                                              | 78 : 54 | Пољска                                                                   | Лијепаја Гледаоци: 150 Судије: Јури Инатсје , Риан Луис Де Ла Торе , Лука Кардум |  |
| 26. август 2014. 19:15 | Детаљи | Четвртине: 27:15, 13:7, 18:19, 20:13                                 |         |                                                                          | Лијепаја Гледаоци: 150 Судије: Јури Инатсје , Риан Луис Де Ла Торе , Лука Кардум |  |
| 26. август 2014. 19:15 | Детаљи | Поени: А. Фонт 19 Скокови: Е. Мартинез 11 Асистенције: П. Фигуерас 4 |         | М. Шчипински 13 Д. Рутковски, М. Шчипински 6 М. Једрзејевски, Ј. Кобел 2 | Лијепаја Гледаоци: 150 Судије: Јури Инатсје , Риан Луис Де Ла Торе , Лука Кардум |  |

| Табела групе Ф | ИГ | Д | И | П+  | П-  | Разл. | Бод. |
| -------------- | -- | - | - | --- | --- | ----- | ---- |
| Француска      | 5  | 5 | 0 | 380 | 262 | +118  | 10   |
| Немачка        | 5  | 4 | 1 | 345 | 321 | +24   | 9    |
| Италија        | 5  | 3 | 2 | 351 | 300 | +51   | 8    |
| Шпанија        | 5  | 1 | 4 | 322 | 352 | -30   | 6    |
| Русија         | 5  | 1 | 4 | 295 | 368 | -73   | 6    |
| Пољска         | 5  | 1 | 4 | 302 | 392 | -90   | 6    |

### Класификациона група Г
| 24. август 2014. 15:15 | Детаљи | Финска                                                                  | 71 : 67 | Украјина                                  | Рига Гледаоци: 20 Судије: Давид Романо , Војцјех Лизка , Вилијус Мациулатис |  |
| 24. август 2014. 15:15 | Детаљи | Четвртине: 20:12, 12:21, 15:9, 24:25                                    |         |                                           | Рига Гледаоци: 20 Судије: Давид Романо , Војцјех Лизка , Вилијус Мациулатис |  |
| 24. август 2014. 15:15 | Детаљи | Поени: Е. Максуни 22 Скокови: три играча по 6 Асистенције: Е. Максуни 7 |         | Д. Овчаренко 16 Д. Овчаренко 8 И. Дудар 5 | Рига Гледаоци: 20 Судије: Давид Романо , Војцјех Лизка , Вилијус Мациулатис |  |

| 24. август 2014. 17:30 | Детаљи | Грчка                                                                     | 93 : 55 | Данска                                | Рига Гледаоци: 30 Судије: Арнис Озолс , Алексеј Кудин , Кристоф Рохаки |  |
| 24. август 2014. 17:30 | Детаљи | Четвртине: 24:14, 18:6, 23:16, 28:19                                      |         |                                       | Рига Гледаоци: 30 Судије: Арнис Озолс , Алексеј Кудин , Кристоф Рохаки |  |
| 24. август 2014. 17:30 | Детаљи | Поени: В. Кристидис 15 Скокови: Д. Татарис 7 Асистенције: А. А. Скоуфис 7 |         | С. Берг 16 С. Берг 11 три играча по 2 | Рига Гледаоци: 30 Судије: Арнис Озолс , Алексеј Кудин , Кристоф Рохаки |  |

| 25. август 2014. 15:15 | Детаљи | Данска                                                                      | 61 : 69 | Финска                                | Рига Гледаоци: 50 Судије: Џин-Карлес Колин , Вилијус Мациулатис , Јонг Кук Ким |  |
| 25. август 2014. 15:15 | Детаљи | Четвртине: 14:16, 24:22, 16:12, 7:19                                        |         |                                       | Рига Гледаоци: 50 Судије: Џин-Карлес Колин , Вилијус Мациулатис , Јонг Кук Ким |  |
| 25. август 2014. 15:15 | Детаљи | Поени: Л. Спеидел 15 Скокови: С. Берг, М. Пулсен 7 Асистенције: М. Пулсен 6 |         | В. Нејман 22 В. Нејман 10 В. Нејман 4 | Рига Гледаоци: 50 Судије: Џин-Карлес Колин , Вилијус Мациулатис , Јонг Кук Ким |  |

| 25. август 2014. 17:30 | Детаљи | Украјина                                                               | 77 : 81 | Грчка                                               | Рига Гледаоци: 50 Судије: Арнис Озолс , Луис Лопес , Сергеј Михајлов |  |
| 25. август 2014. 17:30 | Детаљи | Четвртине: 13:16, 24:22, 14:21, 7:11                                   |         |                                                     | Рига Гледаоци: 50 Судије: Арнис Озолс , Луис Лопес , Сергеј Михајлов |  |
| 25. август 2014. 17:30 | Детаљи | Поени: И. Дубоненко 19 Скокови: Д. Скапинтсев 10 Асистенције: В. Лос 4 |         | Д. Катзикириакидис 14 В. Кристидис 10 Д. Горгонис 6 | Рига Гледаоци: 50 Судије: Арнис Озолс , Луис Лопес , Сергеј Михајлов |  |

| 26. август 2014. 15:15 | Детаљи | Финска                                                                              | 52 : 46 | Грчка                                           | Рига Гледаоци: 50 |  |
| 26. август 2014. 15:15 | Детаљи | Четвртине: 7:12, 16:9, 9:13, 20:12                                                  |         |                                                 | Рига Гледаоци: 50 |  |
| 26. август 2014. 15:15 | Детаљи | Поени: Е. Максуни 15 Скокови: Е. Валтонен 9 Асистенције: Е. Максуни, С. Каукајнен 3 |         | В. Кристидис 16 В. Кристидис 10 три играча по 3 | Рига Гледаоци: 50 |  |

| 26. август 2014. 17:30 | Детаљи | Данска                                                       | 60 : 62 | Украјина                                    | Рига Гледаоци: 50 |  |
| 26. август 2014. 17:30 | Детаљи | Четвртине: 10:20, 22:21, 14:8, 14:13                         |         |                                             | Рига Гледаоци: 50 |  |
| 26. август 2014. 17:30 | Детаљи | Поени: С. Берг 22 Скокови: С. Берг 14 Асистенције: С. Берг 4 |         | И. Дубоненко 19 Д. Скапинтсев 14 И. Дудар 3 | Рига Гледаоци: 50 |  |

| Табела групе Ф | ИГ | Д | И | П+  | П-  | Разл. | Бод. |
| -------------- | -- | - | - | --- | --- | ----- | ---- |
| Финска         | 3  | 3 | 0 | 192 | 174 | +18   | 6    |
| Грчка          | 3  | 2 | 1 | 220 | 184 | +36   | 5    |
| Украјина       | 3  | 1 | 2 | 206 | 212 | -6    | 4    |
| Данска         | 3  | 0 | 3 | 176 | 224 | -48   | 3    |

## Борба за пласман

### Од 9. до 16. мјеста Четвртфинале
| 28. август 2014. 12:30 | Детаљи | Литванија                                                                           | 88 : 62 | Данска                             | Рига Гледаоци: 30 Судије: Ернад Каровић , Риан Луис Де Ла Торе , Јонг Кук Ким |  |
| 28. август 2014. 12:30 | Детаљи | Четвртине: 30:19, 14:7, 22:21, 22:15                                                |         |                                    | Рига Гледаоци: 30 Судије: Ернад Каровић , Риан Луис Де Ла Торе , Јонг Кук Ким |  |
| 28. август 2014. 12:30 | Детаљи | Поени: Т. Седекерсикис 24 Скокови: Т. Седекерсикис 7 Асистенције: Т. Седекерсикис 4 |         | А. Нерлов 15 Н. Банк 8 М. Пулсен 3 | Рига Гледаоци: 30 Судије: Ернад Каровић , Риан Луис Де Ла Торе , Јонг Кук Ким |  |

| 28. август 2014. 14:45 | Детаљи | Русија                                                              | 72 : 61 | Финска                                  | Рига Гледаоци: 50 Судије: Арнис Озолс , Сергио Силва , Јури Инатсје |  |
| 28. август 2014. 14:45 | Детаљи | Четвртине: 14:12, 19:15, 20:15, 19:19                               |         |                                         | Рига Гледаоци: 50 Судије: Арнис Озолс , Сергио Силва , Јури Инатсје |  |
| 28. август 2014. 14:45 | Детаљи | Поени: Д. Тростин 15 Скокови: С. Клиев 10 Асистенције: Д. Тростин 5 |         | Е. Инама 14 Е. Валтонен 11 Е. Максуни 5 | Рига Гледаоци: 50 Судије: Арнис Озолс , Сергио Силва , Јури Инатсје |  |

| 28. август 2014. 17:00 | Детаљи | Пољска | 42 : 66 | Грчка                                             | Рига Гледаоци: 20 Судије: Давид Романо , Луис Лопес , Давид Беришвели |  |
| 28. август 2014. 17:00 | Детаљи | Четвртине: 11:17, 8:18, 11:19, 12:12                                                                             |         |                                                   | Рига Гледаоци: 20 Судије: Давид Романо , Луис Лопес , Давид Беришвели |  |
| 28. август 2014. 17:00 | Детаљи | Поени: Д. Рутковски, Д. Голебовски 9 Скокови: Д. Рутковски, М. Шчипински 5 Асистенције: М. Шчипински, Ј. Кобел 3 |         | В. Кристидис 18 три играча по 10 Д. Р. Мораитис 4 | Рига Гледаоци: 20 Судије: Давид Романо , Луис Лопес , Давид Беришвели |  |

| 28. август 2014. 19:15 | Детаљи | Хрватска                                                               | 75 : 49 | Украјина                                                           | Рига Гледаоци: 15 Судије: Џин-Карлес Колин , Џенер Џилмаз , Кристоф Рохаки |  |
| 28. август 2014. 19:15 | Детаљи | Четвртине: 25:15, 20:13, 13:13, 17:8                                   |         |                                                                    | Рига Гледаоци: 15 Судије: Џин-Карлес Колин , Џенер Џилмаз , Кристоф Рохаки |  |
| 28. август 2014. 19:15 | Детаљи | Поени: три играча по 11 Скокови: М. Чолак 9 Асистенције: М. Калајзић 4 |         | И. Дубоненко, М. Хоробченко 9 Д. Овчаренко 6 И. Дудар, О. Мелник 2 | Рига Гледаоци: 15 Судије: Џин-Карлес Колин , Џенер Џилмаз , Кристоф Рохаки |  |

### Од 13. до 16. мјеста полуфинале
| 29. август 2014. 12:30 | Детаљи | Данска                                                                       | 53 : 62 | Финска                                     | Рига Гледаоци: 30 Судије: Анастасиос Манос , Давид Романо , Давид Беришвели |  |
| 29. август 2014. 12:30 | Детаљи | Четвртине: 15:21, 13:18, 12:12, 13:11                                        |         |                                            | Рига Гледаоци: 30 Судије: Анастасиос Манос , Давид Романо , Давид Беришвели |  |
| 29. август 2014. 12:30 | Детаљи | Поени: А. Нерлов 16 Скокови: С. Берг 9 Асистенције: С. Берг, Д. Кристенсен 3 |         | Х. Пола 15 Е. Инама, Х. Пола 7 В. Нејман 4 | Рига Гледаоци: 30 Судије: Анастасиос Манос , Давид Романо , Давид Беришвели |  |

| 29. август 2014. 14:45 | Детаљи | Украјина                                                                                 | 62 : 56 | Пољска                                                 | Рига Гледаоци: 30 Судије: Арнис Озолс , Риан Луис Де Ла Торе , Алексеј Кудин |  |
| 29. август 2014. 14:45 | Детаљи | Четвртине: 15:17, 221:15, 12:17, 14:7                                                    |         |                                                        | Рига Гледаоци: 30 Судије: Арнис Озолс , Риан Луис Де Ла Торе , Алексеј Кудин |  |
| 29. август 2014. 14:45 | Детаљи | Поени: Д. Скапинтсев 22 Скокови: Д. Рутковски, М. Шчипински 7 Асистенције: 4 играча по 2 |         | М. Визомирски 19 Е. Инама, Х. Пола 7 М. Једрзејевски 9 | Рига Гледаоци: 30 Судије: Арнис Озолс , Риан Луис Де Ла Торе , Алексеј Кудин |  |

### Од 9. до 12. мјеста полуфинале
| 29. август 2014. 17:00 | Детаљи | Литванија                                                                                             | 78 : 66 | Русија                                    | Рига Гледаоци: 60 Судије: Саша Пукл , Лука Кардум , Бо Бунгард |  |
| 29. август 2014. 17:00 | Детаљи | Четвртине: 23:21, 1015:15, 26:12, 19:18                                                               |         |                                           | Рига Гледаоци: 60 Судије: Саша Пукл , Лука Кардум , Бо Бунгард |  |
| 29. август 2014. 17:00 | Детаљи | Поени: Т. Седекерсикис 27 Скокови: Т. Седекерсикис 10 Асистенције: Т. Седекерсикис, Е. Стенкевициус 4 |         | М. Барашков 31 А. Лопатин 7 Д. Велишкин 5 | Рига Гледаоци: 60 Судије: Саша Пукл , Лука Кардум , Бо Бунгард |  |

| 29. август 2014. 19:15 | Детаљи | Хрватска                                                                         | 60 : 64 | Грчка                                             | Рига Гледаоци: 20 Судије: Сергеј Михајлов , Вилијус Мациулатис , Војцјех Лизка |  |
| 29. август 2014. 19:15 | Детаљи | Четвртине: 21:10, 720:15, 12:15, 20:19                                           |         |                                                   | Рига Гледаоци: 20 Судије: Сергеј Михајлов , Вилијус Мациулатис , Војцјех Лизка |  |
| 29. август 2014. 19:15 | Детаљи | Поени: К. Љубичић 14 Скокови: М. Чолак 12, К. Љубичић 11 Асистенције: В. Лазић 5 |         | В. Кристидис 20 Д. Р. Мораитис 6 Д. Р. Мораитис 7 | Рига Гледаоци: 20 Судије: Сергеј Михајлов , Вилијус Мациулатис , Војцјех Лизка |  |

### Четвртфинале
| 28. август 2014. 12:30 | Детаљи | Турска                                                               | 82 : 73 | Италија                                | Рига Гледаоци: 200 Судије: Карлос Перуга , Сергеј Чебишев , Војцјех Лизка |  |
| 28. август 2014. 12:30 | Детаљи | Четвртине: 19:15, 23:8, 17:30, 23:20                                 |         |                                        | Рига Гледаоци: 200 Судије: Карлос Перуга , Сергеј Чебишев , Војцјех Лизка |  |
| 28. август 2014. 12:30 | Детаљи | Поени: О. Јуртсевен 25 Скокови: О. Јуртсевен 14 Асистенције: 0. Ал 6 |         | Л. Букарели 15 Т. Оксилија 8 Л. Пена 5 | Рига Гледаоци: 200 Судије: Карлос Перуга , Сергеј Чебишев , Војцјех Лизка |  |

| 28. август 2014. 14:45 | Детаљи | Француска                                                                       | 82 : 52 | Босна и Херцеговина                 | Рига Гледаоци: 200 Судије: Марко Јураш , Анастасиос Манос , Алексеј Кудин |  |
| 28. август 2014. 14:45 | Детаљи | Четвртине: 19:23, 24:12, 15:9, 24:8                                             |         |                                     | Рига Гледаоци: 200 Судије: Марко Јураш , Анастасиос Манос , Алексеј Кудин |  |
| 28. август 2014. 14:45 | Детаљи | Поени: К. Гоулми 20 Скокови: Х. Бланк 13, К. Гоулми 11 Асистенције: А. Н'Доје 5 |         | А. Гегић 19 Н. Сикираш 6 А. Гегић 5 | Рига Гледаоци: 200 Судије: Марко Јураш , Анастасиос Манос , Алексеј Кудин |  |

| 28. август 2014. 17:00 | Детаљи | Србија                                                                         | 64 : 78 | Шпанија                                     | Рига Гледаоци: 100 Судије: Кармело Патернико , Лука Кардум , Вилијус Мациулатис |  |
| 28. август 2014. 17:00 | Детаљи | Четвртине: 10:21, 27:10, 9:29, 18:18                                           |         |                                             | Рига Гледаоци: 100 Судије: Кармело Патернико , Лука Кардум , Вилијус Мациулатис |  |
| 28. август 2014. 17:00 | Детаљи | Поени: А. Аранитовић 32 Скокови: А. Аранитовић 13 Асистенције: А. Аранитовић 4 |         | П. Фигуерас 17 Ф. Салвадор 16 П. Фигуерас 9 | Рига Гледаоци: 100 Судије: Кармело Патернико , Лука Кардум , Вилијус Мациулатис |  |

| 28. август 2014. 19:15 | Детаљи | Немачка                                                                | 39 : 53 | Летонија                                              | Рига Гледаоци: 800 Судије: Саша Пукл , Сергеј Михајлов , Бо Бунгард |  |
| 28. август 2014. 19:15 | Детаљи | Четвртине: 11:11, 11:15, 4:17, 13:10                                   |         |                                                       | Рига Гледаоци: 800 Судије: Саша Пукл , Сергеј Михајлов , Бо Бунгард |  |
| 28. август 2014. 19:15 | Детаљи | Поени: К. Мушиди 8 Скокови: И. Хартенштеин 10 Асистенције: К. Мушиди 3 |         | А. Страутинс 11 К. Гароза 10, Р. Куруз 12 К. Зорикс 6 | Рига Гледаоци: 800 Судије: Саша Пукл , Сергеј Михајлов , Бо Бунгард |  |

### Од 5. до 8. мјеста полуфинале
| 29. август 2014. 12:30 | Детаљи | Босна и Херцеговина                                         | 66 : 86 | Италија                                                | Рига Гледаоци: 100 Судије: Луис Лопес , Јури Инатсје , Јонг Кук Ким |  |
| 29. август 2014. 12:30 | Детаљи | Четвртине: 17:25, 21:24, 13:17, 15:20                       |         |                                                        | Рига Гледаоци: 100 Судије: Луис Лопес , Јури Инатсје , Јонг Кук Ким |  |
| 29. август 2014. 12:30 | Детаљи | Поени: Џ. Муса 32 Скокови: Џ. Муса 7 Асистенције: Џ. Муса 4 |         | Т. Оксилија 23 Т. Оксилија 8 Т. Оксилија, Т. Балдасо 4 | Рига Гледаоци: 100 Судије: Луис Лопес , Јури Инатсје , Јонг Кук Ким |  |

| 29. август 2014. 14:45 | Детаљи | Србија                                                             | 73 : 68 | Немачка                                     | Рига Гледаоци: 150 Судије: Џин-Карлес Колин , Сергеј Чебишев , Кристоф Рохаки |  |
| 29. август 2014. 14:45 | Детаљи | Четвртине: 20:21, 13:17, 21:17, 19:13                              |         |                                             | Рига Гледаоци: 150 Судије: Џин-Карлес Колин , Сергеј Чебишев , Кристоф Рохаки |  |
| 29. август 2014. 14:45 | Детаљи | Поени: Б. Симанић 27 Скокови: Б. Симанић 7 Асистенције: Б. Нешић 6 |         | Л. Лагерпуш 17 И. Хартенштеин 6 К. Мушиди 6 | Рига Гледаоци: 150 Судије: Џин-Карлес Колин , Сергеј Чебишев , Кристоф Рохаки |  |

### Полуфинале
| 29. август 2014. 17:00 | Детаљи | Француска                                                          | 78 : 65 | Турска                                           | Рига Гледаоци: 450 Судије: Карлос Перуга , Кармело Патернико , Ернад Каровић |  |
| 29. август 2014. 17:00 | Детаљи | Четвртине: 24:14, 19:15, 25:18, 10:18                              |         |                                                  | Рига Гледаоци: 450 Судије: Карлос Перуга , Кармело Патернико , Ернад Каровић |  |
| 29. август 2014. 17:00 | Детаљи | Поени: Б. Туафе 18 Скокови: К. Тиле 17 Асистенције: Ф. Нтиликина 6 |         | О. Јуртсевен 14 О. Јуртсевен, А. Дуран 7 0. Ал 6 | Рига Гледаоци: 450 Судије: Карлос Перуга , Кармело Патернико , Ернад Каровић |  |

| 29. август 2014. 19:45 | Детаљи | Шпанија                                                               | 71 : 81 | Летонија                                             | Рига Гледаоци: 650 Судије: Марко Јураш , Сергио Силва , Џенер Џилмаз |  |
| 29. август 2014. 19:45 | Детаљи | Четвртине: 20:20, 18:26, 21:19, 12:16                                 |         |                                                      | Рига Гледаоци: 650 Судије: Марко Јураш , Сергио Силва , Џенер Џилмаз |  |
| 29. август 2014. 19:45 | Детаљи | Поени: Е. Мартинез 21 Скокови: В. Морено 6 Асистенције: П. Фигуерас 5 |         | Р. Куруз 23 А. Страутинс, Р. Блумбергс 9 К. Зорикс 6 | Рига Гледаоци: 650 Судије: Марко Јураш , Сергио Силва , Џенер Џилмаз |  |

### За 15. мјесто
| 30. август 2014. 19:45 | Детаљи | Данска                                                                          | 54 : 69 | Пољска                                     | Рига Гледаоци: 60 Судије: Вилијус Мациулатис , Сергеј Чебишев , Јонг Кук Ким |  |
| 30. август 2014. 19:45 | Детаљи | Четвртине: 7:22, 16:20, 17:13, 14:14                                            |         |                                            | Рига Гледаоци: 60 Судије: Вилијус Мациулатис , Сергеј Чебишев , Јонг Кук Ким |  |
| 30. август 2014. 19:45 | Детаљи | Поени: О. Фрис 20 Скокови: Д. Кристенсен 13 Асистенције: А. Нерлов, М. Пулсен 3 |         | М. Шчипински 22 М. Шчипински 9 Ј. Кобел 12 | Рига Гледаоци: 60 Судије: Вилијус Мациулатис , Сергеј Чебишев , Јонг Кук Ким |  |

### За 13. мјесто
| 30. август 2014. 14:45 | Детаљи | Финска                                                                 | 66 : 61 | Украјина                                         | Рига Гледаоци: 70 Судије: Марко Јураш , Сергио Силва , Кристоф Рохаки |  |
| 30. август 2014. 14:45 | Детаљи | Четвртине: 19:7, 23:18, 5:12, 12:7                                     |         |                                                  | Рига Гледаоци: 70 Судије: Марко Јураш , Сергио Силва , Кристоф Рохаки |  |
| 30. август 2014. 14:45 | Детаљи | Поени: Е. Максуни 29 Скокови: Е. Валтонен 9 Асистенције: Е. Валтонен 3 |         | Д. Скапинтсев 22 Д. Овчаренко 12 три играча по 3 | Рига Гледаоци: 70 Судије: Марко Јураш , Сергио Силва , Кристоф Рохаки |  |

### За 11. мјесто
| 30. август 2014. 17:00 | Детаљи | Русија                                                                | 64 : 69 | Хрватска                                   | Рига Гледаоци: 20 Судије: Карлос Перуга , Анастасиос Манос , Риан Луис Де Ла Торе |  |
| 30. август 2014. 17:00 | Детаљи | Четвртине: 11:18, 11:14, 21:15, 21:22                                 |         |                                            | Рига Гледаоци: 20 Судије: Карлос Перуга , Анастасиос Манос , Риан Луис Де Ла Торе |  |
| 30. август 2014. 17:00 | Детаљи | Поени: Д. Тростин 27 Скокови: А. Лопатин 6 Асистенције: Е. Бестузев 5 |         | М. Прскало 17 К. Уљаревић 12 К. Уљаревић 4 | Рига Гледаоци: 20 Судије: Карлос Перуга , Анастасиос Манос , Риан Луис Де Ла Торе |  |

### За 9. мјесто
| 30. август 2014. 19:15 | Детаљи | Литванија                                                                      | 68 : 77 | Грчка                                    | Рига Гледаоци: 20 Судије: Кармело Патернико , Луис Лопес , Алексеј Кудин |  |
| 30. август 2014. 19:15 | Детаљи | Четвртине: 10:11, 18:23, 19:16, 21:27                                          |         |                                          | Рига Гледаоци: 20 Судије: Кармело Патернико , Луис Лопес , Алексеј Кудин |  |
| 30. август 2014. 19:15 | Детаљи | Поени: А. Кулбока 21 Скокови: Р. Гадилиаускас 7 Асистенције: Е. Стенкевициус 9 |         | М. Лоунтзис 13 Г. Тарлас 9 М. Лоунтзис 9 | Рига Гледаоци: 20 Судије: Кармело Патернико , Луис Лопес , Алексеј Кудин |  |

### За 7. мјесто
| 30. август 2014. 12:30 | Детаљи | Немачка                                                               | 110 : 69 | Босна и Херцеговина             | Огре Гледаоци: 120 Судије: Џенер Џилмаз , Бо Бунгард , Давид Беришвели |  |
| 30. август 2014. 12:30 | Детаљи | Четвртине: 20:13, 32:24, 32:9, 26:23                                  |          |                                 | Огре Гледаоци: 120 Судије: Џенер Џилмаз , Бо Бунгард , Давид Беришвели |  |
| 30. август 2014. 12:30 | Детаљи | Поени: К. Мушиди 28 Скокови: три играча по 5 Асистенције: К. Мушиди 6 |          | Џ. Муса 31 Џ. Муса 8 М. Зовко 3 | Огре Гледаоци: 120 Судије: Џенер Џилмаз , Бо Бунгард , Давид Беришвели |  |

### За 5. мјесто
| 30. август 2014. 14:45 | Детаљи | Србија                                                                                 | 66 : 72 | Италија                                     | Огре Гледаоци: 150 Судије: Џин-Карлес Колин , Ернад Каровић , Јури Инатсје |  |
| 30. август 2014. 14:45 | Детаљи | Четвртине: 24:20, 15:20, 11:14, 16:18                                                  |         |                                             | Огре Гледаоци: 150 Судије: Џин-Карлес Колин , Ернад Каровић , Јури Инатсје |  |
| 30. август 2014. 14:45 | Детаљи | Поени: А. Аранитовић 17 Скокови: М. Радовић 7 Асистенције: А. Аранитовић, М. Радовић 4 |         | Р. Висконти 21 Л. Букарели 8 Л. Букарели 11 | Огре Гледаоци: 150 Судије: Џин-Карлес Колин , Ернад Каровић , Јури Инатсје |  |

### За 3. мјесто
| 30. август 2014. 17:00 | Детаљи | Шпанија                                                                    | 77 : 73 | Турска                              | Рига Гледаоци: 500 Судије: Арнис Озолс , Сергеј Михајлов , Војцјех Лизка |  |
| 30. август 2014. 17:00 | Детаљи | Четвртине: 21:16, 20:26, 13:17, 23:14                                      |         |                                     | Рига Гледаоци: 500 Судије: Арнис Озолс , Сергеј Михајлов , Војцјех Лизка |  |
| 30. август 2014. 17:00 | Детаљи | Поени: В. Морено 17 Скокови: А. Фонт, С. Мартинез 8 Асистенције: А. Фонт 5 |         | О. Џарол 26 О. Јуртсевен 8 О. Ал 10 | Рига Гледаоци: 500 Судије: Арнис Озолс , Сергеј Михајлов , Војцјех Лизка |  |

### Финале
| 30. август 2014. 19:15 | Детаљи | Летонија                                                            | 53 : 78 | Француска                           | Рига Гледаоци: 950 Судије: Саша Пукл , Давид Романо , Лука Кардум |  |
| 30. август 2014. 19:15 | Детаљи | Четвртине: 12:14, 10:11, 21:26, 10:27                               |         |                                     | Рига Гледаоци: 950 Судије: Саша Пукл , Давид Романо , Лука Кардум |  |
| 30. август 2014. 19:15 | Детаљи | Поени: А. Страутинс 17 Скокови: Р. Куруз 7 Асистенције: К. Зорикс 4 |         | К. Тиле 25 К. Тиле 18 3 играча по 3 | Рига Гледаоци: 950 Судије: Саша Пукл , Давид Романо , Лука Кардум |  |

## Коначан пласман
| БР.    | Репрезентаија       |
| ------ | ------------------- |
| Злато  | Француска           |
| Сребро | Летонија            |
| Бронза | Шпанија             |
| 4th    | Турска              |
| 5th    | Италија             |
| 6th    | Србија              |
| 7th    | Немачка             |
| 8th    | Босна и Херцеговина |
| 9th    | Грчка               |
| 10th   | Литванија           |
| 11th   | Хрватска            |
| 12th   | Русија              |
| 13th   | Финска              |
| 14th   | Украјина            |
| 15th   | Пољска              |
| 16th   | Данска              |

|  | Репрезентације 2015. године су у дивизији Б |

| 2° место Летонија | Победник 28. Европског првенства у кошарци до 16 година Француска 2° титула | 3° место Турска |